# 2B
2B fuе una banda portuguesa formada por Luciana Abreu y Rui Drummond. Representaron a Portugal en el Festival de la Canción de Eurovisión 2005, celebrado en Kiev, Ucrania, con la canción "Amar". El dúo se formó exclusivamente para representar a Portugal en el Festival de Eurovisión. La canción, cantada en portugués e inglés, fue eliminada en la semifinal, aunque cosechó 51 puntos, de los que países con gran emigración portuguesa otorgaron 12 puntos (Alemania, Francia, Suiza) y 10 puntos (Bélgica), su vecino España otorgó los otros 5 puntos.